# 6번 마네킨, 영희
《6번 마네킨, 영희》는 1999년 10월 10일에 방영한 KBS 일요베스트로, 1999년 KBS 드라마 극본 공모 가작으로 당선된 작품이다.
이 드라마는 감각적인 화면과 특이한 전개로 풀어나간 당시 매우 실험적이었던 단막극에서 수작이었다.백화점 마네킨 아르바이트를 하는 여고생)과 그녀와 동거하는 이모과 사이에서 발생하는 심리적 갈등과 흐름을 주 스토리라인으로 삼았으며 특히 놀이공원에서의 충격적 결말이 인상적이다.

## 줄거리
고등학생 영희는 어머니가 이모의 전남편과 야반도주하여 낳았다는 슬픈 사실을 어머니의 임종 때 알게 된다. 유일한 혈육인 이모와 한 지붕에서 살아가야만 하는 처지에 놓인다. 영희는 고등학생 신분임을 속이고 세상에서 아무도 자기를 주목하지 않는다고 생각해 백화점의 마네킨 모델로 취직하여 6번 마네킨이 된다.
생명이 없는 물체가 되어 세상을 거리낌없이 쳐다볼 수도 있고, 세상 사람들의 즐거운 시선을 온몸으로 느낄 수 있으리라 생각하여 마네킹 모델을 선택했지만, 새로움은 잠시뿐 여전히 자신과 이모를 옭아매는 운명의 힘은 조금도 사그라들지 않는다. 살아가야 하는 날들에 대한 두려움과 외로움으로 방황하는 영희에게 7번 마네킨 지석이 다가온다. 첫사랑의 연인을 다시 만나기 위해 마네킨이 된 지석. 영희는 지석의 따뜻한 마음으로 인해 오랫동안 방치되었던 자신의 아픈 상처들이 아물어 감을 느끼지만, 세상과 하직할 준비를 서두른다.

## 등장 인물

### 주요 인물
- 추소영 : 영희 역
- 정영숙 : 장민자 역
- 안홍진 : 지석 역
- 김형준

### 그 외 인물
- 김희윤
- 김덕현
- 이계연
- 박소정